# Sokolí (zaniklá osada)
Sokolí je zaniklá vesnice v Rakoveckém údolí asi jeden kilometr severozápadně od severního okraje Račic na soutoku potoků Rakovec a Podomice. Jediná písemná zmínka o existujícím Sokolí pochází z roku 1376, kdy biskup Albert ze Šternberka odkázal svému synovci Petrovi račické panství. Dle archeologických nálezů ves zanikla v polovině 15. století, pravděpodobně v období husitských válek, kdy Rakoveckým údolím několikrát táhla husitská i katolická vojska. Po husitských válkách již o této osadě není zmínka, až roku 1563 je ves uvedena jako pustá.

## Archeologický výzkum
Zbytky vsi byly objeveny náhodně v roce 1969 při odvodňovacích pracích. Tuto ves zkoumal a identifikoval profesor Ervín Černý, který se zabýval výzkumem zaniklých středověkých osad na Drahanské vrchovině. Podle evidence Národního památkového ústavu se na lokalitě dochovaly terénní relikty středověké zástavby, především prohlubně po zahloubených objektech a základové zdi. Byly zde nalezeny keramické střepy, železné předměty a doklady o kovovýrobě. V roce 2022 byl proveden geodetický průzkum, který umožnil přesnější zaměření pozůstatků osídlení. Archeologický výzkum potvrdil, že osada měla pravidelnou uliční strukturu, což naznačuje promyšlenou kolonizační činnost.

## Současný stav
Pozůstatky osady se nacházejí v Přírodním parku Rakovecké údolí. Na místě jsou viditelné terénní nerovnosti odpovídající základům staveb a zahloubené prostory po hospodářských objektech.